# Askepot
 For alternative betydninger, se Askepot (flertydig). (Se også artikler, som begynder med Askepot)
Fortællingen om Askepot er et populært eventyr, som indeholder en klassisk folkefortælling med mytiske elementer om uretfærdig undertrykkelse og triumferende belønning. De første trykte udgaver er Bonaventure de Périers Les nouvelles recréations et joyeux devis fra 1558 og Basiles Il pentamerone fra 1634. Bedst kendt er dog Charles Perraults version i Histoires ou contes du temps passé fra 1697 og brødrene Grimms Hausmärchen fra 1812-15. Mens eventyret er udbredt i den indoeuropæiske verden, er det også gledet sømløst ind i eventyrverdenen i Afrika, Indien, Japan og Java. Stedbørn - og forsømte børn med tilsvarende skæbner - er overalt et kendt fænomen.

## Handling
Den kendte handling kredser om en ung pige fra en rig familie, som bliver frataget sin retmæssige position, efter at hendes mor dør. Hendes stedmor favoriserer sine egne børn, og ydmyger Askepot, som er hendes afdøde mands datter fra tidligere ægteskab, til sin tjener. Hun får det nedladende tilnavn Askepot af  stedmoren og de slemme stedsøstre, fordi hun sodes til af ildstedet, som hun gør rent. De finder på ondskabsfulde opgaver som at sætte hende til at hente vand i en si og lignende. Tvunget ind i et liv som hundset tjenestepige accepterer hun hjælp fra en ledsagende ånd i skikkelse af en fe, af den afdøde mor, en magisk fugl eller et magisk træ, af en ko eller en fisk. I nogle versioner er Askepots mor forvandlet til en ko, der før slagtningen instruerer sin datter til at samle knoglerne og gemme dem. Disse knogler efter hendes mor som ko forvandles til en art tryllestav.
Den forvandler hende, så hun kan deltage på et slotsbal og møde prinsen. I nogle udgaver af eventyret er der tre slotsballer, men oftest kun et. Desværre udløber magien ved midnat. I versionerne med tre fester holder Askepot opmærksomt øje med klokken de to første gange og forlader selskabet uden problemer. Men på den tredje aften (tilsvarende med versionerne med ét bal) glemmer hun tiden og må flygte fra slottet i al hast. I skyndingen mister hun sin ene sko, som prinsen finder. Han erklærer, at han vil gifte sig med den pige, der passer skoen. I de ulige versioner beskrives skoen som af glas, af pels, af guld eller af broderet silke. Hos brødrene Grimm gemmer Askepot sig i sine laser for prinsen i et dueslag (eller et pæretræ). Da hendes far får det at vide, henter han en økse for at hugge dueslaget (eller pæretræet ned). Eventyret gør intet forsøg på at forklare, hvorfor Askepots far er besluttet på at ødelægge sin datter.
Askepots stedmor og stedsøstre konspirerer om at vinde prinsens hånd. I Grimms version lykkes det den ene stedsøster at få foden ned i skoen ved at skære sin ene tå af, men en magisk due kvidrer i prinsens øre, at han skal lægge mærke til blodet, som drypper fra skoen. Den anden stedsøster får foden til at passe ved at skære sin hæl af, men afsløres også af duen.
I alle varianter beviser Askepot sin identitet ved at få foden til at passe i skoen. I nogle versioner, som i Walt Disneys udgave, har hun slet og ret beholdt den anden sko. De ondskabsfulde stedsøstre bliver i nogle versioner straffet hårdt, ved at deres øjne bliver hakket ud af krager, mens Askepot i andre versioner tilgiver dem og i sin nye position sørger for at få dem godt gift.

## Askepotkomplekset
Eventyret har givet navn til the Cinderella complex, at kvinder passivt venter på en prins, der skal redde dem. Sådan er Perraults passive Askepot, mens Grimms Askepot er en handlekraftig pige, der tilkalder duerne for at hjælpe sig med at pille bønner ud af grusen. Hun planter et magisk træ, som hun ryster, så det drysser guld og sølv over hende.